# 花月菴流
花月菴流（かげつあんりゅう）は江戸時代末期に田中鶴翁によって起こされた煎茶道の流派である。当初の名称は「清風流」であったが、後に現在の名称に改定。煎茶道流派としては小川流と並んで最も古い流派であり、「宗匠茶」の代表格とされる。当代家元は田中香坡。

## 初代家元・田中鶴翁
天明2年（1782年）、大坂の造酒屋の子として生まれる。幼名「亀之助」。16歳で家督相続し、字「新右衛門」と改める。家業の傍ら趣味を広げ、萬福寺との縁もあったことから煎茶に興味を持つようになる。
やがて、屋敷内に茶亭「花月菴」を作り、庭に陸羽、廬同、売茶翁の石像を祀るなど文人趣味に沈溺、その傾倒ぶりが公家や武家にも知られるほどとなり、天保9年（1838年）9月、時の一条家当主から「煎茶家元」の揮毫を賜る。
その後も諸芸の鍛錬に務め、晩年「花月菴鶴翁」と号し、門人の育成に務め、稽古場及び弟子達を「清風社中」と称した。

## 概略
この流派は一条家から揮毫をもらった天保9年を流派発祥の年とする。煎茶道では最も古い流派のため、その後独立した弟子が作った分流も多く、「黄檗花月流」「習軒流」「松風清社」「煎茶道学会」「風韵社流」など多数にのぼる。
点前は江戸時代の雰囲気を残したかなり古風な物である。